# Cree Cicchino
Cree Elizabeth Cicchino (Queens, 9 de maio de 2002) é uma atriz estadunidense. É mais conhecida por interpretar Babe Carano, na série Game Shakers, da Nickelodeon.

## Biografia
Cree é nascida em Queens, Nova York. Ela dança desde os 4 anos, e ela ama especialmente os estilos de rua: hip hop e funk jazz. No seu tempo  livre, Cree gosta de escrever, desenhar e montar em cavalos. Ela passa a maior parte de seu tempo com sua melhor amiga e irmã gêmea, Jayce. Uma amante dos animais ávidos, ela espera usar sua voz na luta contra a crueldade animal, através da American Society for the Prevention of Cruelty to Animals (ASPCA).

## Filmografia
| Ano       | Título                                            | Papel              | Notas                            |
| --------- | ------------------------------------------------- | ------------------ | -------------------------------- |
| 2015-2019 | Game Shakers                                      | Babe Carano        | Protagonista                     |
| 2015      | Ho Holiday Special                                | Ela mesma          | Especial de natal da Nickelodeon |
| 2016      | Slime Cup                                         | Ela mesma          | Especial de Televisão            |
| 2016      | Orange carpet:Angry Bird                          | Ela mesma          | Especial de Televisão            |
| 2016      | Piper's Picks TV                                  | Ela mesma          | Entrevista no YouTube            |
| 2016      | Halloween Costume Party                           | Ela mesma          | Especial de Televisão            |
| 2017      | Nickelodeon Não Tão Especial de Dia dos Namorados | Vários personagens | Especial de Televisão            |
| 2017      | Henry Danger                                      | Babe Carano        | Episódio "Danger Games"          |
| 2019      | Mr. Iglesias                                      | Marisol Fuentes    | Elenco principal                 |
| 2020      | The Sleepover                                     | Min                | filme da Netflix                 |
| 2025      | Twinless                                          |                    | Pós-produção                     |